# Tipula (Vestiplex) longarmata
Tipula (Vestiplex) longarmata is een tweevleugelige uit de familie langpootmuggen (Tipulidae). De soort komt voor in het Palearctisch gebied.